# Asketanthera
Asketanthera es un género de fanerógamas de la familia Apocynaceae. Contiene ocho especies. Es originario del Caribe en Cuba y la Hispaniola.

## Taxonomía
El género fue descrito por Robert Everard Woodson y publicado en Annals of the Missouri Botanical Garden 19(1): 46. 1932. La especie tipo es: Asketanthera calycosa Woodson

## Especies
- Asketanthera calycosa Woodson
- Asketanthera dolichopetala (Urb.) Woodson
- Asketanthera dolichopetala Woodson
- Asketanthera ekmaniana Woodson
- Asketanthera longiflora Woodson
- Asketanthera obtusifolia Alain
- Asketanthera picardae (Urb.) Woodson
- Asketanthera steyermarkii Markgr.